# Gertrud von Wart

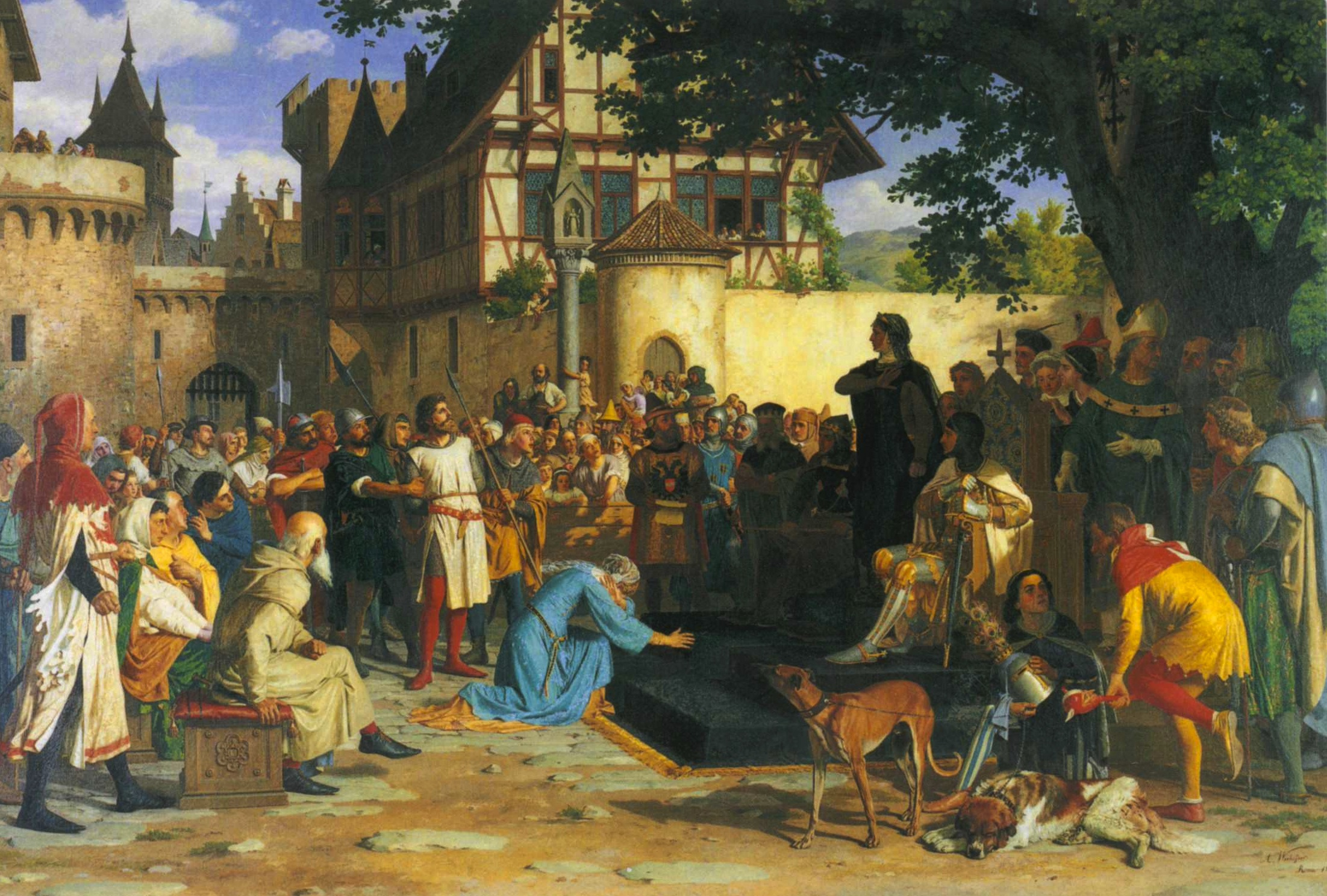
Rudolf von Warts Gattin Gertrud von Balm fleht vor Agnes von Ungarn um das Leben ihres Mannes. Gemälde von August Weckesser

Gertrud von Wart (belegt ab 1286; † 1322) war die Ehefrau des 1309 wegen Königsmord geräderten Rudolf von Wart.

## Leben
Gertrud von Wart, die einzige Tochter Rudolfs III. von Balm und der Judenta von Kempten, entstammte dem Geschlecht der Freiherren von Balm. Da ihr Vater 1286 starb und ihre Heirat 1299 erfolgte, kann ihr Geburtsjahr um 1285 angesetzt werden. Gertrud von Wart hatte mit Rudolf von Wart sieben überlebende Kinder. Am 1. Mai 1308 gab Rudolf als Freund und Mitverschworener von Johann von Schwaben mit den Worten "wie lange werden wir das Aas noch reiten lassen" das Signal zur Ermordung von König Albrecht I. bei Brugg. Rudolf von Balm durchbohrte den König mit dem Schwert. Rudolf von Wart gelang es noch vor der Flucht seine Hauptburg durch Verkauf an einen Vetter vor der Zerstörung zu retten. Auf der Flucht nach Frankreich wurde er am Doubs in der damals noch zum Reich gehörenden Pfalzgrafschaft Burgund nach Johannes von Müller vom Vetter seiner Frau, Diebold von Blamont, festgesetzt und an Herzog Leopold und Agnes von Ungarn verschachert. Rudolf von Balm wurde an einem Pferdeschwanz gebunden zum Gericht geschleift. Einer Legende nach erflehte Gertrud von Balm vergebens das Leben des Gatten von der Tochter Albrechts Agnes von Ungarn. Nach dem Chronisten Matthias von Neuenburg wurde Rudolf von Wart am Ort des Anschlags in Königsfelden bei Brugg nach dem 18. September 1309 gerädert. Nach der Stumpfchronik fand die Hinrichtung bei Winterthur statt. Gertrud von Wart soll während des drei Tage dauernden qualvollen Sterbens ohne Nahrung betend unter dem Rad ausgeharrt haben. Nach der Hinrichtung des Gatten ging sie zu Fuss nach Basel und trat sie in ein Reuerinnenkloster ein, wo sie 1322 verstarb.

## Gertruds Rezeption im 19. Jahrhundert
Johann Conrad Appenzellers 1813 erschienener Briefroman Gertrud von Wart, oder getreu bis in den Tod verklärte Gertrud von Wart als romantisches Muster der Gattentreue. Appenzeller betrieb kein eigenes Quellenstudium, sondern entnahm den Stoff dem zweiten Buch von Johannes von Müllers Die Geschichten der Schweizer. Das dreibändige Werk erlebte mehrere Auflagen und wurde ins Englische, Holländische und zweimal ins Französische übersetzt. Zahlreiche Illustrationen und Kunstblätter, so mehrfach aufgelegt und variiert von Johann Honegger, erschienen in der Folge. August Weckesser malte 1872 Gertrud von Balm vor Agnes von Ungarn.

## Quelle
- Historisch-Biographisches Lexikon der Schweiz, Siebenter und letzter Band. Neuenburg 1934, S. 420 (mit Bezug auf die Chronik des Johannes von Winterthur).